# Лі Юн Йон
Лі Юн Йон (кор. 이윤영, 李允榮, I Yun-yeong, Yi Yunyŏng; 19 серпня 1890 — 15 жовтня 1975) — корейський педагог, релігійний діяч і політик, виконував обов'язки прем'єр-міністра Республіки Корея навесні 1952 року після відставки Чан Мьона.
За часів японської окупації був одним з членів визвольного руху. В той же період познайомився з Лі Синманом. Наприкінці квітня 1952 року президент доручив йому тимчасово очолити уряд. 
Після виходу у відставку 6 травня того ж року займав посаду декана університету Кьонхі. Кілька разів (1952, 1956, 1960) невдало балотувався на пост віцепрезидента Південної Кореї. Після того перейшов до опозиції.